# LSWR X6 class
LSWR X6 class — тип пассажирского паровоза с осевой формулой 2-2-0, разработанного Уильямом Адамсом для вождения экспресс-поездов Лондонской и Юго-Западной железной дороги. В 1895—1896 годах на заводе дороги у Девяти Вязов была построена одна серия из 10 паровозов, которые получили номера 657—666.
Как LSWR T3 class был вариантом X2 class с уменьшенным диаметром ведущих колёс, так и X6 class был таким вариантом T6 class. Изначально они были унифицированы и по котлам, но затем некоторые паровозы были оснащены котлами Драммонда, в том числе № 658, который стал последним 2-2-0 паровозом Адамса из остававшихся на службе.
При укрупнении британских железных дорог в 1923 году все паровозы перешли к Southern Railway. Списания этого типа начались в 1933 году, и до начала Второй мировой войны их осталось только шесть. В течение войны было списано 5 паровозов, а последний, № 658, доработал до декабря 1946 года. Все паровозы утилизированы.
| Год  | На начало года | Списано | Номера        |
| ---- | -------------- | ------- | ------------- |
| 1933 | 10             | 2       | 662, 665      |
| 1936 | 8              | 3       | 660, 661, 663 |
| 1940 | 5              | 1       | 657           |
| 1942 | 4              | 1       | 664           |
| 1943 | 3              | 2       | 659, 666      |
| 1946 | 1              | 1       | 658           |